# Blastothrix anthocleistae
Blastothrix anthocleistae är en stekelart som beskrevs av Jean Risbec 1952. Blastothrix anthocleistae ingår i släktet Blastothrix och familjen sköldlussteklar. Inga underarter finns listade.